# 逸見酒造
逸見酒造株式会社（へんみしゅぞう）は、新潟県佐渡市に本社をおき、日本酒の製造を行う企業である。
代表銘柄「真稜」。1872年（明治5年）操業。佐渡で唯一、県内でも数軒しか扱っていない山廃仕込みで酒造りを行っている。
また、敷地内の井戸水を利用した仕込み水は佐渡では珍しい中程度の硬水で、地下の貝殻堆積層から湧いてくるカルシウムなどが含まれミネラル分が豊富。
酒米は山田錦と五百万石、越淡麗を使用する。
ろ過の際、一部の大吟醸や純米吟醸では、できるだけうま味や香りを残すため通常よく使われる活性炭の粉を使わないことにこだわりを持って造っている。
小さな蔵のためとても家庭的な雰囲気を醸し出している。

## 代表銘柄

### 純米大吟醸
- 真稜 山廃純米大吟醸[2]

### 純米吟醸
- 真稜 至（いたる）純米吟醸 生酒[3]

### 純米
- 真稜 至 純米 生酒
- 真稜 至 純米 にごり

### 本醸造
- 真稜 特別本醸造 一味の真（ひとあじのまこと）[4]

## 沿革
- 1872年（明治5年）- 酒造りを開始。

## 役員
- 代表取締役 逸見明正